# Liushuzhen (ort i Kina, Shaanxi, lat 32,91, long 107,64)
Liushuzhen är en ort i Kina. Den ligger i provinsen Shaanxi, i den nordvästra delen av landet, omkring 190 kilometer sydväst om provinshuvudstaden Xi'an. Antalet invånare är 20 126. Befolkningen består av 9 922 kvinnor och 10 204 män. Barn under 15 år utgör 19,0 %, vuxna 15-64 år 70 %, och äldre över 65 år 9,0 %.
Runt Liushuzhen är det ganska tätbefolkat, med 96 invånare per kvadratkilometer. Närmaste större samhälle är Xixiang, 14,6 km nordost om Liushuzhen. I omgivningarna runt Liushuzhen växer i huvudsak blandskog.
Genomsnittlig årsnederbörd är 1 257 millimeter. Den regnigaste månaden är juli, med i genomsnitt 274 mm nederbörd, och den torraste är december, med 3 mm nederbörd.